# La luna che uccide
La luna che uccide (The Killing Moon) è un romanzo fantasy del 2012 di N. K. Jemisin, primo libro della serie Dreamblood, seguito da Il sole oscurato (The Shadowed Sun).
Il romanzo è stato candidato al premio Nebula per il miglior romanzo e al Premio World Fantasy.

## Trama
Nella città stato di Gujaareh la pace e l'ordine sono mantenuti dai Raccoglitori, persone capaci di raccogliere la magia generata dai sognatori ed usarla per curare i malati e mantenere la pace perseguendo tutti coloro che vengono ritenuti corrotti.
Ehiru è il più talentuoso tra i Raccoglitori e nel corso della sua guardia scopre una cospirazione che ha sede proprio nel grande tempio di Gujaareh, i cospiratori vogliono uccidere i sognatori in nome della dea, costringendo Ehiru ad indagare portando alla luce intrighi e complotti.

## Riconoscimenti
Il romanzo è stato candidato al premio Nebula per il miglior romanzo e al Premio World Fantasy nel 2013..